# Наленчов
Налѐнчов или Наленчув (на полски: Nałęczów) е град в Източна Полша, Люблинско войводство, Пулавски окръг. Административен център на градско-селската Наленчовска община. Заема площ от 13,82 км2. Популярен балнеоложки център.
Според данни от полската Централна статистическа служба, през 2018 година населението на града възлиза на 3768 души. Гъстотата е 273 души/км2.
- Графика. Промени в броя на жителите в периода 1988 – 2018 г.[3]